# Brunnen-Morschach-Bahn
De Brunnen-Morschach-Bahn (afgekort: BrMB) was een Zwitserse smalspoorlijn in het kanton Schwyz. Het metersporige traject liep van het centrum van Brunnen (SZ) aan het Vierwoudstedenmeer naar de Morschach tot het Hotel Axenstein.

## Geschiedenis
De eerste concessie voor een spoor met het tandradsysteem Abt van Brunnen over Morschach naar de Fronalpstock werd op 10 april 1881 verleend. De financiering van het 9,3 kilometer lange traject kwam niet tot stand.
In de zomer van 1898 werd de tweede concessie voor een spoorlijn met tandradsysteem Strub van Brunnen naar Morschach verleend. Dit traject had een lengte van 2,0 kilometer.
De Brunnen-Morschach-Bahn (BrMB) werd op 20 november 1903 te Luzern opgericht. De bouw van het traject begon in 1903 en kwam in de zomer van 1905 gereed. Het traject werd op 1 augustus 1905 geopend.
Op 29 maart 1969 werd het traject stilgelegd en vervolgens opgebroken.
Een plan om van dit traject een museumspoorlijn te maken heeft het door tijdgebrek niet gehaald.

## Traject
Het 2 kilometer lange traject begon aan de rand van het centrum van Brunnen met aansluiting op de schepen van de Schifffahrtsgesellschaft Vierwaldstättersee en liep vervolgens door een 262 meter lange tunnel naar het dorp Morschach en het Hotel Axenstein. Op het traject bevonden zich vier kleine bruggen. Tussen het voormalig depot en bergstation Axenstein bevindt zich een gedenkteken.

## Tandradsysteem
De BrMB maakt gebruik van het tandradsysteem Strub, ontwikkeld door de Zwitserse ingenieur en constructeur Emil Victor Strub (1858-1909).

## Elektrische tractie
Het traject van de BrMB werd geëlektrificeerd met een spanning van 750 volt 50 Hz draaistroom. De BrMB gebruikt een bovenleiding met twee draden.